# Mąkowarsko (przystanek kolejowy)
Mąkowarsko – nieczynny przystanek kolejowy a dawniej stacja w Mąkowarsku na linii kolejowej nr 241, w województwie kujawsko-pomorskim. Zachował się zabytkowy, zamieszkany dworzec kolejowy wraz z towarzyszącymi budynkami gospodarczymi z 1909 roku, zbudowany z czerwonej cegły, przy czym parterowy magazyn oraz część jednego z budynków gospodarczych powstały w technice szkieletowej.